# Stéphane Lannoy
Stéphane Lannoy (Boulogne-sur-Mer, 18 september 1969) is een Frans voetbalscheidsrechter. Lannoy speelde tot zijn twintigste zelf voetbal. Later verruilde hij het voetbal om als scheidsrechter te gaan functioneren. Hij is sinds 2006 in dienst bij de FIFA als scheidsrechter van internationale wedstrijden. Hij heeft wedstrijden gefloten in de UEFA Champions League, UEFA Cup en de latere UEFA Europa League.
Lannoy maakte zijn debuut als professioneel scheidsrechter op 3 augustus 2002, toen OGC Nice het opnam tegen Le Havre AC in de Franse Ligue 1. Lannoy trok in het duel, dat door Le Havre met 1-2 gewonnen werd, vijf gele kaarten. In Europees verband debuteert hij op 11 augustus 2006 in het duel tussen FK Ventspils en Newcastle United. De uitploeg wint het duel in de voorronde van de Europa League uiteindelijk met 0-1 en Lannoy trekt tweemaal een gele prent in de wedstrijd.
Zijn eerste duel in de UEFA Champions League werd gespeeld op 4 augustus 2009. FC Twente en Sporting Lissabon speelden 1-1 gelijk en de Franse scheidsrechter gaf één gele kaart. Lannoy floot ook enkele wedstrijden op de Olympische Spelen in 2008, het WK 2010 in Zuid-Afrika en het EK 2012.
In maart 2013 noemde de FIFA Lannoy een van de vijftig potentiële scheidsrechters voor het Wereldkampioenschap voetbal 2014 in Brazilië.

## Interlands
| Datum             | Plaats          | Wedstrijd                  | Uitslag | Competitie           | Kreeg geel | Kreeg voor de tweede keer geel en dus rood | Weggestuurd |
| ----------------- | --------------- | -------------------------- | ------- | -------------------- | ---------- | ------------------------------------------ | ----------- |
| 22 augustus 2006  | Genève          | Spanje – Kroatië           | 2 – 1   | Vriendschappelijk    | 0          | 0                                          | 0           |
| 17 oktober 2006   | Sarajevo        | Bosnië en Her. – Noorwegen | 0 – 2   | Kwalificatie EK 2008 | 5          | 0                                          | 0           |
| 22 augustus 2007  | Thessaloniki    | Griekenland – Spanje       | 2 – 3   | Vriendschappelijk    | 2          | 0                                          | 0           |
| 10 september 2008 | Istanboel       | Turkije – België           | 1 – 1   | Kwalificatie WK 2010 | 6          | 0                                          | 0           |
| 11 oktober 2008   | Sofia           | Bulgarije – Italië         | 0 – 0   | Kwalificatie WK 2010 | 3          | 0                                          | 0           |
| 11 februari 2009  | Sevilla         | Spanje – Engeland          | 2 – 0   | Vriendschappelijk    | 1          | 0                                          | 0           |
| 9 september 2009  | Boedapest       | Hongarije – Portugal       | 0 – 1   | Kwalificatie WK 2010 | 4          | 0                                          | 0           |
| 14 juni 2010      | Johannesburg    | Nederland – Denemarken     | 2 – 0   | Groepsfase WK 2010   | 3          | 0                                          | 0           |
| 20 juni 2010      | Johannesburg    | Brazilië – Ivoorkust       | 3 – 1   | Groepsfase WK 2010   | 3          | 1                                          | 0           |
| 11 augustus 2010  | Londen          | Engeland – Hongarije       | 2 – 1   | Vriendschappelijk    | 4          | 0                                          | 0           |
| 12 oktober 2010   | Amsterdam       | Nederland – Zweden         | 4 – 1   | Kwalificatie EK 2012 | 2          | 0                                          | 0           |
| 29 maart 2011     | Mönchengladbach | Duitsland – Australië      | 1 – 2   | Vriendschappelijk    | 4          | 0                                          | 0           |
| 4 juni 2011       | Sint-Petersburg | Rusland – Armenië          | 3 – 1   | Kwalificatie EK 2012 | 7          | 0                                          | 0           |
| 6 september 2011  | Kopenhagen      | Denemarken – Noorwegen     | 2 – 0   | Kwalificatie EK 2012 | 6          | 0                                          | 0           |
| 9 juni 2012       | Lviv            | Duitsland – Portugal       | 1 – 0   | Groepsfase EK 2012   | 4          | 0                                          | 0           |
| 12 juni 2012      | Wrocław         | Griekenland – Tsjechië     | 1 – 2   | Groepsfase EK 2012   | 6          | 0                                          | 0           |
| 28 juni 2012      | Warschau        | Duitsland – Italië         | 1 – 2   | Halve finale EK 2012 | 5          | 0                                          | 0           |
| 22 maart 2013     | Tel Aviv        | Israël – Portugal          | 3 - 3   | Kwalificatie WK 2014 | 6          | 0                                          | 0           |
| 7 juni 2013       | Brussel         | België – Servië            | 2 - 1   | Kwalificatie WK 2014 | 2          | 0                                          | 0           |
| 11 oktober 2013   | Kopenhagen      | Denemarken – Italië        | 2 – 2   | Kwalificatie WK 2014 | 4          | 0                                          | 0           |
| 19 november 2013  | Londen          | Engeland – Duitsland       | 0 – 1   | Vriendschappelijk    | 0          | 0                                          | 0           |